# Cantone di Quérigut
Il Cantone di Quérigut era una divisione amministrativa dell'arrondissement di Foix.
A seguito della riforma approvata con decreto del 18 febbraio 2014, che ha avuto attuazione dopo le elezioni dipartimentali del 2015, è stato soppresso.

## Composizione
Comprendeva i comuni di:
- Artigues
- Carcanières
- Mijanès
- Le Pla
- Le Puch
- Quérigut
- Rouze